# La Fortuna, Las Rosas
La Fortuna är en ort i Mexiko.   Den ligger i kommunen Las Rosas och delstaten Chiapas, i den sydöstra delen av landet, 800 km öster om huvudstaden Mexico City. La Fortuna ligger 1 602 meter över havet och antalet invånare är 130.
Terrängen runt La Fortuna är bergig. Runt La Fortuna är det ganska glesbefolkat, med 35 invånare per kvadratkilometer. Närmaste större samhälle är Tzimol, 19,8 km sydost om La Fortuna. I omgivningarna runt La Fortuna växer huvudsakligen savannskog.